# Fusafungina
Fusafungina (łac. fusafunginum) – antybiotyk jonoforowy zawierający mieszaninę enniatyn, uzyskiwany przez ekstrakcję grzybów Fusarium lateritium WR szczep 437 (rodzaj Fusarium). Wykazuje zdolność selektywnego kompleksowania kationów potasu i transportowania ich przez błonę lipidową liposomów. Działa przeciwbakteryjnie, przeciwzapalnie, grzybostatycznie i immunostymulująco. Stosowana w leczeniu miejscowym (w postaci aerozolu) zapaleń górnych i dolnych dróg oddechowych. W państwach europejskich preparaty fusafunginy dostępne są od lat 60. XX w.
Skuteczność postaci aerozolowej została potwierdzona w analizie zbiorczej badań klinicznych preparatu, jednak po przeprowadzonej w roku 2015 ponownej ocenie leku stwierdzono jego małą skuteczność, możliwość wystąpienia ciężkich reakcji alergicznych i podejrzenia o wywoływanie oporności na antybiotyki. W efekcie w kwietniu 2016 roku Europejska Agencja Leków zaleciła wycofanie preparatów fusafunginy z rynków Unii Europejskiej.

## Zakres działania
W badaniach in vitro stwierdzono działanie bakteriostatyczne wobec następujących drobnoustrojów:
- Streptococcus pyogenes i Streptococcus pneumoniae
- Staphylococcus aureus i Staphylococcus epidermidis
- Moraxella catarrhalis
- Legionella pneumophila
- Mycoplasma pneumoniae

Działa również grzybostatycznie na Candida albicans, a także hamuje adhezję Haemophilus influenzae do komórek nabłonka dróg oddechowych.

## Wskazania
Preparaty fusafunginy przeznaczone były do stosowania przy zakażeniach bakteryjnych błony śluzowej jamy ustnej i gardłowej oraz górnych i dolnych dróg oddechowych.

## Przeciwwskazania
Przeciwwskazaniem do stosowania były:
- wiek poniżej 30 miesiąca życia (ryzyko kurczu krtani)
- nadwrażliwość na fusafunginę lub inne składniki preparatu

Fusafungina stosowana miejscowo nie przenika do krwi, a co za tym idzie, również do krwi płodu ani mleka matki. Lek można stosować u kobiet w okresie ciąży i karmienia piersią jedynie w przypadku kiedy jest to konieczne.

## Działania niepożądane
Działania niepożądane, takie jak wysychanie śluzówki i napady kichania, są zazwyczaj przemijające, występują bardzo rzadko i nie wymagają odstawienia leku. Możliwe są też skórne reakcje uczuleniowe oraz bardzo rzadko występujący skurcz oskrzeli z dusznością napadową.

## Dawkowanie
Zalecane stosowanie obejmowało 4 wdechy przez usta lub do każdego otworu nosowego, co 4 godziny w ciągu dnia. W przypadku dzieci co 6 godzin w ciągu dnia. Leku nie należało stosować dłużej niż 10 dni.

## Preparaty
Przykładowe preparaty zawierające fusafunginę to Bioparox, Fusaloyos, Locabiotal i Locabiosol. W roku 2016 zalecono wycofanie wszystkich preparatów fusafunginy z rynków Unii Europejskiej.